# Bouton
Bouton – miasto w Stanach Zjednoczonych, w stanie Iowa, w hrabstwie Dallas. 

## Demografia
Zgodnie ze spisem statystycznym z 2000 miasto liczyło 136 mieszkańców. W roku 2023 liczba mieszkańców nieznacznie spadła do 126 osób, a gęstość zaludnienia do 315 osób/km².